# Al-Yamamah-Waffengeschäft

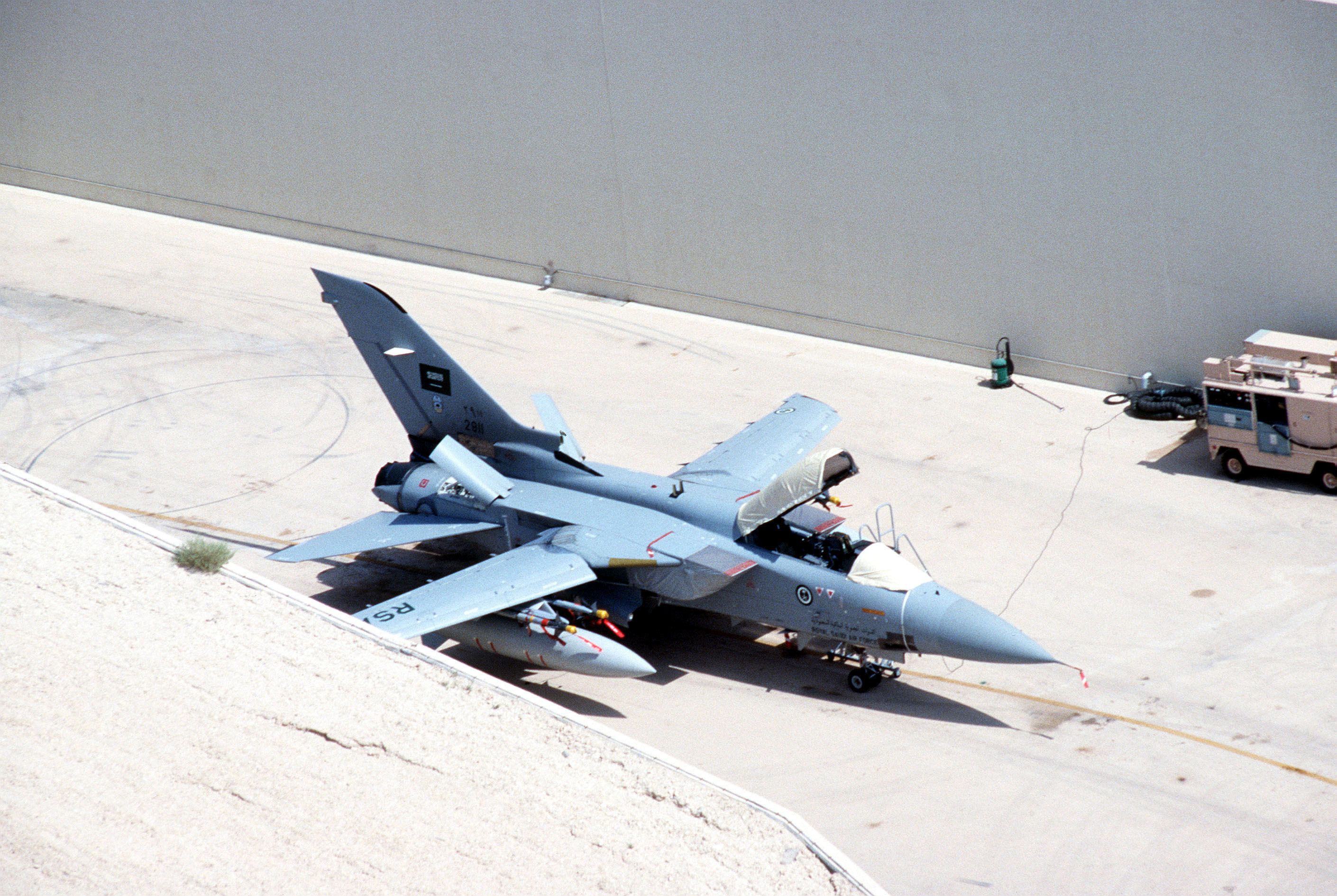
Ein zentraler Bestandteil des Al Yamamah-Geschäfts war der Verkauf von Tornado-Kampfflugzeugen an die Royal Saudi Air Force.

Al Yamamah (arabisch: اليمامة, wörtlich: „Die Taube“) ist der Name einer Reihe von Waffenverkäufen des Vereinigten Königreichs an Saudi-Arabien, die durch die Lieferung von bis zu 600.000 Barrel (≈ 95.000 m³) Rohöl pro Tag an die britische Regierung bezahlt wurden.  Der Hauptauftragnehmer war BAE Systems bzw. dessen Vorgänger British Aerospace. Die ersten Verkäufe erfolgten im September 1985, und der jüngste Vertrag über 72 Eurofighter-Typhoon-Mehrzweckkampfflugzeuge wurde im August 2006 unterzeichnet. Der größte britische Waffendeal aller Zeiten brachte BAE und sein Vorgängerunternehmen in zwanzig Jahren nach Vertragsabschluss 43 Milliarden Pfund ein. Bei dem Abschluss des Geschäfts soll es zu Korruption und Zahlungen an saudische Offizielle gekommen sein. Im Jahr 2010 bekannte sich BAE Systems vor einem US-Gericht der falschen Buchführung und der Abgabe irreführender Erklärungen im Zusammenhang mit dem Verkauf schuldig. Eine Untersuchung des britischen Serious Fraud Office zu dem Geschäft wurde auf politischen Druck der saudischen und der britischen Regierung eingestellt.

## Das Geschäft
Das Vereinigte Königreich war bereits vor Al Yamamah ein wichtiger Waffenlieferant für Saudi-Arabien. Auch US-Rüstungsunternehmen lieferten in mehreren großen Deals Waffen an Saudi-Arabien in den 1970er und 1980er Jahren. Nach diesen Geschäften und teilweise aufgrund der pro-israelischen Haltung im US-Kongress, der entweder ein Geschäft blockiert oder auf Nutzungsbeschränkungen für exportierte Flugzeuge bestanden hätte, wandte sich Saudi-Arabien für weitere Waffenkäufe an das Vereinigte Königreich. Bei dem Al-Yamamah-Waffengeschäft spielte die britische Premierministerin Margaret Thatcher eine wichtige Rolle, welche sich mit König Fahd ibn Abd al-Aziz traf. Davor hatten die Saudis noch den Franzosen zugeneigt. Am 26. September 1985 unterzeichnen die Verteidigungsminister des Vereinigten Königreichs und Saudi-Arabiens in London eine Absichtserklärung über den Kauf von Flugzeugen, einer Reihe von Waffen, Radar, Ersatzteilen und einem Pilotenausbildungsprogramm. Das zweite Geschäft (Al Yamamah II) wurde am 3. Juli 1988 auf Bermuda von den Verteidigungsministern des Vereinigten Königreichs und Saudi-Arabiens unterzeichnet.
Obwohl das gesamte Ausmaß des Geschäfts nie vollständig geklärt wurde, wurde es als „der größte [britische] Verkauf von irgendetwas an irgendjemanden“ bezeichnet, „atemberaubend sowohl durch seinen schieren Umfang als auch durch seine Komplexität“. Es wird angenommen, dass es mindestens die Lieferung von 96 Panavia-Tornado-Bodenangriffsflugzeugen, 24 Panavia Tornado ADVs, 50 BAE Hawk- und 50 Pilatus PC-9-Flugzeugen, spezialisierten Marineschiffen und verschiedenen Infrastrukturarbeiten umfasste. In der ursprünglichen Absichtserklärung verpflichtete sich das Vereinigte Königreich zum Kauf der veralteten Lightning- und Strikemaster-Flugzeuge sowie der dazugehörigen Ausrüstung und Ersatzteile. Die Verträge enthielten keine Bedingungen im Zusammenhang mit der Reform der Sicherheitsdienste in Saudi-Arabien oder zur Einhaltung von Menschenrechten.
Im Dezember 2005 unterzeichneten die Regierungen des Vereinigten Königreichs und Saudi-Arabiens ein „Understanding Document“, das den Verkauf von Typhoon-Flugzeugen als Ersatz für Tornados und andere Flugzeuge der saudischen Luftwaffe vorsah. Obwohl keine Einzelheiten bekannt gegeben wurden, wurde berichtet, dass das Geschäft die Lieferung von 72 Flugzeugen vorsah. Am 18. August 2006 wurde der Vertrag unterzeichnet. Die Kosten für die Flugzeuge beliefen sich auf etwa 4,43 Milliarden Pfund, und das gesamte Waffensystem kostete etwa 10 Milliarden Pfund.

## Korruptionsanschuldigungen
Es gab zahlreiche Anschuldigungen, dass die Al Yamamah-Verträge das Ergebnis von Bestechungsgeldern an Mitglieder der saudischen Königsfamilie und Regierungsbeamte waren. Bereits in den Wochen nach dem Abschluss des Deals kamen Anschuldigungen auf, dass Gelder in Höhe von 600 Millionen Pfund an das saudische Königshaus und an Mittelsmänner geflossen sein sollen. Verdacht erregte auch, dass Saudi-Arabien überhaupt nicht über genug Piloten für alle bestellten Flugzeuge verfügte. Eine Untersuchung des National Audit Office (NAO) begann 1989, der Abschlussbericht wurde jedoch auf politischen Druck nicht veröffentlicht.
Im Februar 2001 informierte der Anwalt eines ehemaligen BAE Systems-Mitarbeiters, Edward Cunningham, das Serious Fraud Office (SFO) über die Beweise, die sein Mandant besaß und die sich auf einen angeblichen „Reptilienfonds“ bezogen. Das SFO schrieb einen Brief an Kevin Tebbit im Verteidigungsministerium, der den Vorstandsvorsitzenden von BAE Systems, nicht aber den Verteidigungsminister informierte. Es wurden keine weiteren Maßnahmen ergriffen, bis der Guardian im September 2003 die Öffentlichkeit über den Brief informierte und darüber berichtete. Im Oktober 2004 strahlte die BBC-Sendung Money Programme einen ausführlichen Bericht aus, in dem unter anderem Edward Cunningham und ein weiterer ehemaliger Insider über die Art und Weise berichteten, wie BAE Systems im Zusammenhang mit dem Al Yamamah-Geschäft angeblich Schmiergelder an Prinz Turki bin Nasser gezahlt und einen geheimen Schmiergeldfonds in Höhe von 60 Millionen Pfund unterhalten habe. Im Juni 2007 behauptete die BBC-Sendung Panorama, dass BAE Systems „Hunderte von Millionen Pfund an den ehemaligen saudischen Botschafter in den USA, Prinz Bandar bin Sultan, gezahlt“ habe.
Nach den Berichten des Guardian begann das Serious Fraud Office BAE Systems zu untersuchen. Ende 2005 weigerte sich BAE, einer Aufforderung zur Vorlage von Einzelheiten über seine geheimen Offshore-Zahlungen in den Nahen Osten nachzukommen. So soll BAE geheime Bankkonten in der Schweiz betrieben haben, die Gelder an Mittelsmänner in Saudi-Arabien transferierten. Während der Untersuchung verhandelte BAE Systems über weitere Waffenverkäufe nach Saudi-Arabien. Am 1. Dezember titelte der Daily Telegraph, dass Saudi-Arabien dem Vereinigten Königreich zehn Tage Zeit gegeben habe, um die Ermittlungen des Serious Fraud Office im Zusammenhang mit den Geschäften zwischen BAE und Saudi-Arabien einzustellen, andernfalls würden sie sich für Waffenkäufe an Frankreich wenden. Die Saudis sollen auch gedroht haben, die Lieferung wichtiger Informationen über Al-Qaida-Terroristen an Großbritannien einzustellen, wenn die Ermittlungen fortgesetzt würden, weshalb die britische Regierung neue Anschläge im Land fürchtete. Am 14. Dezember 2006 gab der Generalstaatsanwalt Lord Goldsmith bekannt, dass die Ermittlungen aus Gründen des öffentlichen Interesses eingestellt werden. Premierminister Tony Blair begründete die Entscheidung mit den Worten: „Unsere Beziehungen zu Saudi-Arabien sind für unser Land im Hinblick auf die Terrorismusbekämpfung, den Nahen Osten im weiteren Sinne und die Unterstützung Israels und Palästinas von entscheidender Bedeutung. Dieses strategische Interesse steht an erster Stelle.“ Jonathan Aitken, ein ehemaliger konservativer Minister und verurteilter Meineidiger, der in den 1980er Jahren mit den Geschäften in Verbindung stand, sagte, dass es, selbst wenn die Anschuldigungen gegen BAE wahr seien, richtig sei, die Untersuchung zu beenden, um gute Beziehungen zu Saudi-Arabien aufrechtzuerhalten. Die Entscheidung, die Ermittlungen einzustellen, lösten jedoch auch Kritik aus.
Am 26. Juni 2007 gab BAE bekannt, dass das Justizministerium der Vereinigten Staaten eine eigene Untersuchung gegen den Waffendeal eingeleitet hat. Es untersuchte die Vorwürfe, dass eine US-Bank benutzt worden war, um Zahlungen an Prinz Bandar zu leiten. Im Rahmen eines Vergleichs (plea bargain) vor US-Bezirksrichter John D. Bates mit dem US-Justizministerium akzeptierte BAE im März 2010 die Zahlung einer Geldstrafe in Höhe von 400 Mio. US-Dollar, eine der höchsten in der Geschichte des Justizministeriums. US-Bezirksrichter John Bates sagte, das Verhalten des Unternehmens habe „Täuschung, Doppelzüngigkeit und wissentliche Rechtsverstöße in einem enormen Ausmaß“ beinhaltet.
Im September 2001 sagte der beschuldigte Prinz Bandar bin Sultan in einem Interview: „Wenn Sie mir sagen, dass wir dieses ganze Land aufgebaut und 350 Milliarden Dollar von 400 Milliarden Dollar ausgegeben haben, wobei wir 50 Milliarden Dollar missbraucht haben oder korrumpiert wurden, dann sage ich Ihnen: Ja. Aber ich würde das jederzeit akzeptieren.“